# 農神運載火箭系列

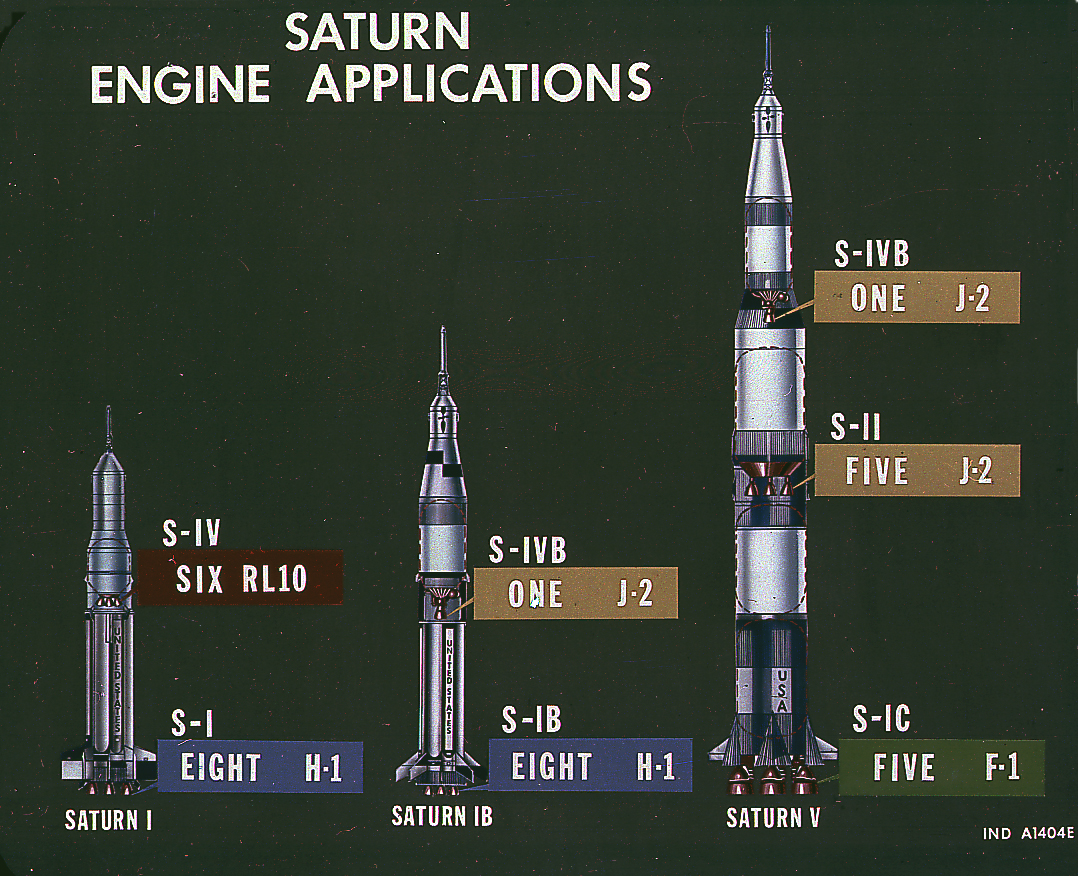
農神1號運載火箭、農神1B號運載火箭和農神5號運載火箭

農神運載火箭系列（Saturn）是由沃纳·冯·布劳恩領導的前德國火箭工程師和科學家團隊開發的運載火箭，能將大型有效載荷發射到地球軌道及更遠的位置。土星火箭家族使用液態氫作為上面等級的燃料。它們最初被提議用作軍用衛星發射器，後來被用作阿波羅計畫的運載火箭。建造並試飛了三個版本：農神1號運載火箭、農神1B號運載火箭和農神5號運載火箭。
1958年10月，沃纳·冯·布劳恩提出了農神這個名字，作為朱庇系列的繼承者，也體現了這位羅馬神祉的強大地位。
1963年，約翰·F·甘迺迪總統認為，農神1號運載火箭SA-5的發射標誌著美國運載能力將超越蘇聯，而美國自人造衛星發射以來一直落後。他最後一次提到這一點是在他遇刺前一天，於聖安東尼奧布魯克斯空軍基地發表的演講中:128。
迄今為止，農神5號運載火箭是阿波羅計畫中唯一能夠將人類送出近地軌道的運載火箭。從1968年12月到1972年12月的四年間，共有24名太空人登陸月球。農神運載火箭系列在飛行過程中沒有發生災難性事故。

## 外部連結
- NASA History Series Publications (many of which are on-line)